# Hibbingit
Hibbingit (Saini-Eidukat & al. 1994), chemický vzorec (Fe2+,Mg)2[(OH)3Cl, je kosočtverečný minerál ze skupiny belloitu. Nazván je podle místa, kde byl poprvé popsán - Duluth complex, Hibbing, Minnesota (USA). Klasifikace podle Strunze 3.DA.10 - halogenidy - chloridy bez Pb. Typovou lokalitou je Hibbing.

## Vznik
V serpentinizovaných troctolitech a peridotitech (Hibbing), na puklinách v partiích bohatých chlorem na ložisku Cu-Ni rud (důl Strathcona, Kanada, jako produkt zvětrávání v železitých meteoritech.

## Morfologie
Krystaly deskovitého habitu, zrna, výplň žilek.

## Vlastnosti

### Krystalografie
Krystaluje v kosočtverečné soustavě - dipyramidální, prostorová grupa Pnam, bodová grupa 2/m 2/m 2/m, a=6,31, b=9,2, c=7,1, Z=4, V=412,17, rtg analýza 2,37(100)-2,93(60)-1,65(60)-2,14(50)-5,68(40).

### Fyzikální vlastnosti
Tvrdost=3,5, hustota=3,04 g/cm3. Štěpnost dobrá v jednom směru {???}, není radioaktivní.

### Optické vlastnosti
Čerstvý minerál bývá bezbarvý, žlutý, světle zelený, po navětrání mívá oranžovou až červenou barvu. Vryp je bílý. Je dvojosý, N=1,6-1,7, průsvitný až opakní, slabě pleochroický, zhášení se blíží paralelnímu.

### Chemické vlastnosti
Procentuální složení:
- Fe 49,02%
- Mn 1,49%
- Mg 2,62%
- Cl 17,39%
- (O+H) 29,92%

Je rozpustný ve vodě.

## Příbuzné minerály
Atacamit, Gillardit, Haydeeit, Kemptit, Belloit.

## Parageneze
Vyskytuje se v asociaci s akaganéitem, magnetitem, goethitem, serpentinitem, olivínem, biotitem a plagioklasem u Hibbingu, s chalkopyritem a pentlanditem u Sudbury (Kanada).

## Získávání
Netěží se.

## Využití
Nemá praktického využití.

## Naleziště
Dudluth complex, Hibbing, důl Stranthcona, Sudbury (Kanada), Norilsk (Rusko), Kuusamo (Oulu, Finsko), Železnogorsk (Irkutská oblast, Rusko).